# Вулиця Григорія Теслі (Дрогобич)
Вулиця Григо́рія Те́слі — одна з найновіших вулиць вулиць міста Дрогобич. Простягається з півдня на північ на 350 метрів. Починається від вулиці Йосифа Сліпого, № 22 та йде паралельно до вулиці Юліана Вороновського.

## Назва
Названа на честь тесляра, котрий надав остаточних архітектурних форм церкві святого Юра,  збільшивши її і додавши нових витонченіших конструкцій ще у 1680 році,  — Григорія Теслі з Дрогобича.

## Історія та забудова
Запроєктована вулиця на початку XXI століття. Назву затверджено 7 травня 2014 року рішенням Дрогобицької міської ради.
На вулиці переважає садибна забудова 2010-х років.
| Герб Дрогобича | Це незавершена стаття про Дрогобич. Ви можете допомогти проєкту, виправивши або дописавши її. |